# Hemiramphus depauperatus
Hemiramphus depauperatus is een straalvinnige vissensoort uit de familie van halfsnavelbekken (Hemiramphidae). De wetenschappelijke naam van de soort is voor het eerst geldig gepubliceerd in 1839 door Lay & Bennett.